# إبراهيم رسول
إبراهيم رسول (ولد في 15 يوليو 1962) هو سياسي ودبلوماسي جنوب أفريقي شغل منصب السفير الجنوب أفريقي لدى الولايات المتحدة من عام 2010 إلى عام 2015 ومرة أخرى في عام 2025. كما أنه عضوًا في الجمعية الوطنية لجنوب إفريقيا من عام 2009 إلى عام 2010، ورئيس وزراء مقاطعة كيب الغربية الخامس من عام 2004 إلى عام 2008. وهو عضو في حزب المؤتمر الوطني الأفريقي وشغل مناصب قيادية مختلفة في الحزب.

## حياته المبكرة والتحصيل العلمي
وُلِد إبراهيم رسول في 15 يوليو 1962 في المنطقة السادسة بمدينة كيب تاون. عندما كان في التاسعة من عمره، تم إخلاءه وعائلته بالقوة من المنطقة بسبب إعلان حكومة الفصل العنصري أن المنطقة ضاحية سكنية "للبيض فقط". انتقلت عائلته إلى منتزه بريموس بالقرب من مانينبيرج في كيب فلاتس.
تخرج رسول من مدرسة ليفينغستون الثانوية في كليرمونت في عام 1980. ثم انتقل للدراسة في جامعة كيب تاون وتخرج منها بدرجة البكالوريوس في الآداب عام 1983، ودبلوم عالي في التربية عام 1984 من الجامعة. خلال هذه الفترة، انخرط في السياسة الطلابية. تم تعيينه مدرسًا في مدرسة سباين رود الثانوية في عام 1985.

## المسيرة السياسية
انخرط في الحركة المناهضة للفصل العنصري مبكرًا. شغل مناصب قيادية في الجبهة الديمقراطية المتحدة والمؤتمر الوطني الأفريقي.
أمضى عقوبة بالسجن، كما تم وضعه تحت الإقامة الجبرية عدة مرات. بين عامي 1991 و1994، كان مساعدًا لرئيس جامعة كيب الغربية وأمين صندوق الهيكل الإقليمي للمؤتمر الوطني الأفريقي.
انتخب رسول لعضوية المجلس التشريعي الإقليمي في كيب الغربية في أبريل 1994 بعد أول انتخابات ديمقراطية في البلاد. شغل منصب وزير الصحة والخدمات الاجتماعية من عام 1994 إلى عام 1998.
في عام 1998، انتخب رئيسا إقليميا لحزب المؤتمر الوطني الأفريقي. عُين وزيراً للتمويل والتنمية الاقتصادية في عام 2001 وظل في هذا المنصب حتى تعيينه رئيساً للوزراء الخامس لمقاطعة كيب الغربية في أبريل 2004. خلفه مكيبيسي سكواتشا في منصب رئيس المقاطعة.
في 14 يوليو 2008، اُستدعي رسول من منصب رئيس الوزراء من قبل اللجنة التنفيذية الوطنية لحزب المؤتمر الوطني الأفريقي، حيث لم توافق قيادة المؤتمر الوطني الأفريقي على منحه الأفضلية للسكان المسلمين والسكان الملونين في كيب الغربية. وعينت لين براون، وزيرة الدولة للتنمية الاقتصادية والسياحة، خلفًا له.
عمل رسول لفترة قصيرة مستشارًا خاصًا لرئيس جنوب أفريقيا، ثابو مبيكي ، قبل انتخابه عضوًا في الجمعية الوطنية في أبريل 2009.
عينه الرئيس جاكوب زوما سفيراً لجنوب أفريقيا لدى الولايات المتحدة في يوليو 2010 واستمر حتى فبراير 2015.

## الجدل
في عام 2010، قبل توليه منصبه السفير لدى الولايات المتحدة، تم فتح تحقيق في مزاعم مفادها أن رسول كان يدفع لمراسل سياسي في إحدى الصحف الرئيسية لكتابة مقالات تصوره بشكل إيجابي. توقف التحقيق بسبب رفض الشهود الأساسيين التعاون مع التحقيق.
تمت إزالته في 14 مارس 2025 من قبل وزير الخارجية ماركو روبيو. اقتباس X:
```
سفير جنوب أفريقيا لدى الولايات المتحدة لم يعد مرحبًا به في بلدنا العظيم. إبراهيم رسول سياسيٌّ مُحرِّضٌ على العنصرية، يكره أمريكا ويكره رئيسها. ليس لدينا ما نناقشه معه، ولذلك يُعتبر شخصًا غير مرغوب فيه.
```

## الحياة الشخصية
رسول متزوج من روزيدا شابودين، ولديهم طفلين معًا.